# Ivan Mozžuchin
Ivan Mozžuchin (Иван Ильич Мозжухин, Ivan Mosjoukine; 26. záříjul./ 8. října 1889greg., Penza – 18. ledna 1939, Neuilly-sur-Seine) byl ruský filmový herec.
Opustil studia práv a dal se k divadlu, v roce 1911 debutoval ve filmové adaptaci Kreutzerovy sonáty. Hrál ve filmech režisérů Chanžonkova a Protazanova. Od roku 1919 žil v exilu ve Francii. Pro svůj uhrančivý pohled byl nazývaný „Ruský Rudolph Valentino“. Jeho manželkou byla herečka Natálie Lysenková.

## Filmografie
- 1911 Kreutzerova sonáta, Obrana Sevastopolu
- 1912 Kresťanskaja dolja
- 1913 Domik v kolomne, Vojna a mír
- 1914 Ero gerojskij podvig, Ty pomniš li?
- 1915 Nikolaj Stavrogin, Ruslan a Ludmila
- 1916 Piková dáma
- 1917 Andrej Kožuchov, Otec Sergej, Plesající satan
- 1918 Bohatýr ducha
- 1920 Markýzovo dobrodružství
- 1921 Justiční omyl
- 1924 Kean
- 1927 Casanova
- 1928 Tajemný kurýr
- 1929 Carův pobočník
- 1932 Seržant X
- 1933 Uchvatitel trůnu
- 1934 Casanova, Dítě karnevalu
- 1936 Zastavte palbu!